# Amegilla sybilae
Amegilla sybilae är en biart som först beskrevs av Rayment 1944.  Amegilla sybilae ingår i släktet Amegilla och familjen långtungebin. Inga underarter finns listade i Catalogue of Life.